# Elba (pastora)
Elba (‘la que viene de las montañas’, en lengua celta, aunque es muy anterior a la implantación de la cultura celta en la región) es el nombre que recibe una mujer del Mesolítico, cuyos restos datan de hacia el 7300 a. C, siendo los restos humanos más antiguos hallados en Galicia, ya que el suelo ácido de la región no es favorable a la preservación de restos orgánicos, y anterior en dos milenios al hombre de La Braña. Apareció en la cueva de Chan de Lindeiro, en la parroquia de Zanfoga, en el municipio de Pedrafita do Cebreiro, Lugo. Sorprendentemente, iba acompañada de varios uros, lo que reveló que los inicios de la domesticación en la península ibérica se iniciaron mucho antes de lo que hasta entonces se pensaba.

## Descubrimiento
El cráneo fue encontrado el 17 de enero de 1998 por la espeleóloga Ana Belén Rodríguez en el fondo de la cueva, a unos quince metros de profundidad. En sucesivas campañas arqueológicas también se recuperaron restos de animales, entre ellos tres uros y un oso de las cavernas, y más restos de la mujer a partir de 2010.

## Conclusiones
El análisis del cráneo reveló una edad de unos 9.300 años. Elba medía alrededor de 1,50-1,52 m de altura y en el momento de su muerte tenía probablemente entre 20 y 40 años. Sus restos revelan una vida dura. El cráneo con hiperostosis porótica indica desnutrición crónica desde la infancia y la malnutrición le provocó una prematura artrosis. La dentadura estaba en mal estado y probablemente sufrió dolor dental en sus últimos meses de vida. Tenía también una fractura reciente en el metatarso de un pie, por lo que caminaría cojeando. Además, un hundimiento en el cráneo con fractura curada indica que sufrió en la infancia un grave traumatismo en la cabeza, que probablemente le provocó una ligera discapacidad psíquica.
Los tres uros que se recuperaron de la cueva estaban en el mismo estrato que Elba y el análisis de los restos les da la misma edad que los de la mujer, de lo que se deduce que formaban parte de un rebaño que guiaba. La zona es naturalmente rocosa, lo que excluye que los animales estuvieran pastando, y el estudio también reveló que aunque los uros eran de la zona, procedían de distintas ubicaciones y los ejemplares eran un enorme macho con cuernos de dos metros de largo total y otros dos más jóvenes no emparentados con él. Los científicos, sin embargo, entienden que estos no serían animales completamente domesticados.
El análisis de los sedimentos depositados alrededor de la cueva también permitió analizar el entorno en el que se movía Elba. Según el informe, se trataba de una zona eminentemente boscosa, donde predominaban los abedules. No obstante, también se han encontrado restos de la presencia de encinas y especies propias del bosque de ribera. El mismo análisis reveló evidencia de incendios forestales, probablemente debido a la acción humana.
La mujer cruzaba la montaña por una vía ancestral en uso durante milenios, siendo su trazado final una carretera asfaltada, probablemente a finales del invierno o inicios de primavera, todavía con nieve, por eso no vio la sima que se había abierto y en la que se precipitaron, donde finalmente moriría. La causa de su muerte no está totalmente clara, no se observaron signos de fracturas premortales en los restos, por lo que puede que la caída por la dolina no la matara sino la deshidratación e inanición al no poder salir.
Una reproducción hiperrealista y a tamaño natural de la mujer se exhibe en el museo arqueológico de Quiroga, Lugo.